# Дніпропетровська краєва інспектура охорони пам'яток природи
Дніпропетровська крайова інспектура охорони пам'яток природи — територіальний підрозділ Українського комітету охорони пам'яток природи.
1925 року при Управлінні науковими установами (Укрнаука) була введена посада Центрального (далі частіше згадуватиметься термін — Головний) інспектора в справі охорони пам'яток природи та посади краєвих інспекторів. Останнім було надано завдання: 1. організація краєвих комітетів в справі охорони природи; 2. складання реєстрів пам'яток природи, вивчення їх та відбір для подальшого затвердження; 3. організація місцевих (округових, районових) відділень комітету; 4. догляд за фактичною охороною природи; 5. популяризація ідей охорони природи.
16 червня 1926 року Всеукраїнським центральним виконавчим комітетом й Радою народних комісарів УРСР прийнято «Положення про пам'ятники культури і природи», згідно з яким, для допомоги НКО УСРР та його територіальним органам створено дорадчий орган Український Комітет охорони пам'яток природи (УКОПП).
УКОПП складався в центрі з Головного інспектора охорони природи (А. С. Федоровський) і чотирьох крайових інспектур: Харківська (Е. М. Лавренко), Київська (М. В. Шарлемань), Одеська (А. А. Браунер), Дніпропетровська (М. П. Акімов). Хоча УКОПП був утворений у 1926 році, фактично почав роботу лише у 1928 р.
Інспектура активно співпрацювала у напрямку виявлення та реєстрації пам'яток із Дніпропетровським Окружним Науково-Краєзнавчим Товариством (ДНКТ). У Положенні "Про організацію природознавчої секції ДНКТ п/секції «Охорони Природи» (Статут Т-ва, розд.VI, пар.16) говориться, що п/секція покликана «…маючи зв'язок з Інспектурою охорони природи, всебічно допомагати в складанні реєстру памяток природи державного та місцевого значення, стежити за охороною їх та в іншому, відповідно до завдань Інспектури».
Станом на 12.09.1929 року до роботи Інспектури по реєстрації пам'яток природи було долучено 36 осіб
- По Шевченківській окрузі. — секретар ОКОП О.Олександрів, лісничий П.Попов, лектор Корсунського Педтехнікуму О.Фещенко, агроном М.Гросгейм, вчителі: П.Авраменко, В.Дашкевич та І.Синегуб.
- По Кременчуцькій окрузі — агроном Б.Малько, лісничий С.Левченко, вчителі П.Біленко, І.Раків та П.Щербина.
- По Дніпропетровській окрузі — лісничі Б.Вантоль, І.Коваленко, І.Філоненко, О.Церебряний та А.Грунд, Д.Лях, О.Сичов, аспіранти І.Барабаш, О.Бельгард та С.Бровко.
- По Запорізькій окрузі — мисливці К.Шамраєв, Г.Петровський, лісничі О.Антонюк та Н.Левченко, вчителі О.Боневольський, П.Бурцієнко, М.Шило та О.Шарівський.

Крім того, науковим досвідом та цінними порадами роботі Інспектури сприяли голова та співробітники Н.-Дослід. Катедри Біології — проф. Л. В. Рейнгард, О. А. Єліяшевіч та В. В. Стаховський, а також проф. Бакінського Університету О. А. Гросгейм.
За даними Державного архіву у Черкаській області, станом на 1.01.1929 в межах м. Черкаси діяло 18 кореспондентів, що працювали із Дніпорпетровською краєвою інспектурою.
За редакцією керівника інспектури, професора М. П.Акімова, 1930 року видана книга «Охороняймо пам'ятки природи».